# Манастир Гегхард
Манастирът Гегхард (на арменски: Հաղարծին) е древен арменски манастир, датиращ от 13 век, намиращ се близо до град Дилиджан в провинция Тавуш, Армения. Построен е през X до XIII век под патронажа на династия Багратуни. Принадлежи на Арменската апостолическа църква.
Специфичното за манастира е, че към почти всички църкви от комплекса подходът е през пещери-проходи. Директно в скалите са издълбани множество килии и параклиси, принадлежащи на манастира. Манастирът Гегхард и храмът в Гарни са вписани в Списъка на световното културно и природно наследство на ЮНЕСКО.

## Църквата Свети Астатсатцин
Основна църква в рамките на манастира е Свети Астатсатцин – най-голяма като сграда и доминираща със стила си целия комплекс. Построена е през 1281 г. Постройката е с 16 страни и с богато декорирани арки, като основите на колоните са свързани с триъгълни основи. Това дава оптическо усещане за стабилност и тежест на цялата сграда.
Над главния западен вход са разположени малки пещерни килии и параклиси, както и типичните за арменските църкви каменни кръстове (хачкари) и пчелните кошери.
Много каменни кръстове (хачкари) са издълбани директно в скалата с богати орнаменти и са поставени в памет на мъртвите или като празничен дар от поклонници.

## Църквата Свети Григори
Най-старата голяма структура в комплекса е църквата Свети Григори.

## Църквата Свети Степан
Малката църква Свети Степан датира от 1244 година.

## Пещерна църква Авазан
Първата пещерна църква се нарича Авазан (водоем). Тя е разположена на северозапад от гавита. Тя е била изсечена в скалата през 1240 г. на мястото на древен езически пещерен храм с извор.

## Манастирът днес
Манастирът Гегхард, заедно с този в Гошаванк са предложени за включване като част от защитените части в Националния парк на Дилиджан, важни гори в североизточна Армения
През 2011 година Манастирът Гегхард е изцяло реконструиран с финансиране от Фонд Армения с дарения от Шеик Султан бин Мухамед Ал-Касими, Управник на Шаржах. Днес към комплекса се стига по широк, павиран път с голям паркинг, магазин за подаръци, сладкарница. През 2017 манастирът е част от Транскавказкия тайл път за дълги дистанции.
- Haghartsin